# أسلام أباد بايين (المزرعة الشمالية)
أسلام أباد بایین (بالفارسية: اسلام‌آباد پایین) هي منطقة سكنية تقع في إيران في غلستان. يقدر عدد سكانها بـ 674 نسمة بحسب إحصاء 2016.